# Austrochilus schlingeri
Austrochilus schlingeri – gatunek pająka z rodziny Austrochilidae.
Gatunek ten opisany został w 1987 roku przez Normana I. Platnicka w ramach rewizji współautorstwa Raymonda Forstera i Michaela R. Graya. Opisu dokonano na podstawie okazów odłowionych w 1966 i 1985 roku. Epitet gatunkowy nadano na cześć Everta Irvinga Schlingera, który jako pierwszy odłowił przedstawicieli gatunku.
Holotypowy samiec ma 9,5 mm długości ciała przy karapaksie długości 5,18 mm i szerokości 4 mm. Paratypowa samica ma 15,34 mm długości ciała przy karapaksie długości 7,42 mm i szerokości 5,18 mm. U samca na karapaksie za każdym tylnym okiem ciągną się ciemne pasy, sięgające około połowy długości części głowowej. U samicy pasy za oczami tylno-bocznymi są o połowę krótsze niż za tylno-środkowymi. Nadustek jest pięciokrotnie wyższy niż średnica oczu przednio-środkowych. Obrączkowanie odnóży samicy jest niewyraźne z wyjątkiem tylnych ud i goleni. Nogogłaszczki samców cechuje, podobnie jak u A. manni, A. melon i A. forsteri, pasmo zesklerotyzowanego oskórka przebiegające retrolateralnie na konduktorze, jednak wyróżniają się one tępym i skierowanym dobrzusznie szczytem konduktora. A. forsteri różni się od A. schlingeri także cienkim i falistym embolusem. Samicę charakteryzują narządy rozrodcze o bardzo szerokim przednim woreczku przedniej spermateki i bardzo szerokiej płytce porowatej.
Pająk neotropikalny, endemiczny dla Chile, znany tylko z okolic El Canelo w prowincji Cordillera, w Regionie Metropolitalnym. Spotykany na rzędnych 850–950 m n.p.m.